# Nectandra pichurim
Nectandra pichurim (Kunth) Mez – gatunek rośliny z rodziny wawrzynowatych (Lauraceae Juss.). Występuje naturalnie w Wenezueli, Kolumbii, Peru oraz Boliwii. 

## Morfologia
PokrójZimozielone drzewo dorastające do 10–20 m wysokości. Kora ma białą barwę.
LiścieMają lancetowaty kształt. Mierzą 10 cm długości oraz 3 szerokości. Są prawie skórzaste, owłosione od spodu. Nasada liścia jest klinowa. Liść na brzegu jest całobrzegi. Wierzchołek jest spiczasty.
KwiatySą zebrane w wiechy. Rozwijają się w kątach pędów. Dorastają do 10–20 cm długości.
OwocePestkowce o jajowatym kształcie. Osiągają 16–24 mm długości oraz 6–8 mm średnicy. Osadzone są na szypułkach w kształcie dzwonka.

## Biologia i ekologia
Rośnie w wilgotnych wiecznie zielonych lasach. Występuje na terenach nizinnych.